# Torneo de Austin 2024
El ATX Open 2024 fue un torneo de tenis femenino jugado en cancha duras al aire libre. Se trató de la 2.ª edición del ATX Open, un torneo WTA 250. Se llevó a cabo en Austin, Estados Unidos, del 26 de febrero al 3 de marzo.

## Distribución de puntos
| Modalidad           | Campeona | Finalista | Semifinales | Cuartos de final | 2.ª ronda | 1.ª ronda | Clasificadas | 2.ª ronda de clasificación | 1.ª ronda de clasificación |
| Individual femenino | 250      | 163       | 98          | 54               | 30        | 1         | 18           | 12                         | 1                          |
| Dobles femenino     | 250      | 163       | 98          | 54               | 1         | -         | -            | -                          | -                          |

## Cabezas de serie

### Individuales femenino
| Tenista           | Ranking | Preclasificada |
| Anhelina Kalinina | 32      | 1              |
| Sloane Stephens   | 41      | 2              |
| Danielle Collins  | 46      | 3              |
| Lucia Bronzetti   | 60      | 4              |
| Diane Parry       | 63      | 5              |
| Xiyu Wang         | 64      | 6              |
| Peyton Stearns    | 65      | 7              |
| Yue Yuan          | 69      | 8              |

- Ranking del 19 de febrero de 2024.[2]

### Dobles femenino
| Tenista                             | Ranking | Preclasificada |
| Oksana Kalashnikova Nadiia Kichenok | 108     | 1              |
| Anna Danilina Shuai Zhang           | 122     | 2              |
| Irina Khromacheva Yana Sizikova     | 129     | 3              |
| Tereza Mihalíková Yanina Wickmayer  | 146     | 4              |

## Campeonas

### Individual femenino
Xiyu Wang venció a  Yue Yuan por 6-4, 7-6(4)

### Dobles femenino
Olivia Gadecki /  Olivia Nicholls vencieron a  Katarzyna Kawa /  Bibiane Schoofs por 6-2, 6-4